# Marco de Canaveses
Marco de Canaveses is een plaats en gemeente in het Portugese district Porto.
De gemeente heeft een totale oppervlakte van 202 km² en telde 52.419 inwoners in 2001.

## Bezienswaardigheid
- Museu Municipal Cármen Miranda

## Geboren
- Carmen Miranda (1909-1955), Portugees-Braziliaanse actrice en zangeres